# Рязанцев, Евгений Петрович
Евгений Петрович Рязанцев (25 декабря 1930, Новгород, Ленинградская область — 2016) — советский и российский учёный, доктор технических наук, профессор.

## Биография
Родился 25.12.1930 в Новгороде.
Окончил физфак МГУ имени М. В. Ломоносова.
С 1954 г. работал в ИАЭ (первоначально — ЛИПАН (Лаборатория измерительных приборов Академии наук СССР)), до февраля 1973 г. зав. Лабораторией перспективных разработок, заместитель директора Отделения исследовательских реакторов и реакторных технологий (В. В. Гончарова) по научной работе, в 1973—1979 гг. — директор Научно-исследовательского технологического института (НИТИ) (Сосновый Бор) иодновременно заместитель директора ИАЭ им. И. В. Курчатова по научной работе.
В 1980—1984 гг. — учёный секретарь Научно-технического совета Министерства среднего машиностроения СССР.
В 1985 г. вернулся на работу в Институт атомной энергии им. И. В. Курчатова на должность заместителя директора по научной работе. В 1988—2007 гг. — директор Института реакторных технологий и материалов, с 2007 г. — советник директора Центра.
Профессор кафедры молекулярной физики МИФИ.
Умер в 2016 году.

### Личная жизнь
Семья: жена Алевтина Викторовна, две дочери.

## Научная деятельность
Учёный в области разработки, создания и использования ядерной техники для исследований сложных физических объектов, изучения и отработки процессов, происходящих в ядерных энергетических установках и специальной ядерной технике.

### Сочинения
- Экологическая безопасность ядерно-энергетического комплекса России / И. И. Крышев, Е. П. Рязанцев. — М. : ИЗДАТ, 2000. — 382, [1] с. : ил., схем., табл.; 22 см; ISBN 5-86656-097-6
- Экологическая безопасность ядерно-энергетического комплекса России / И. И. Крышев, Е. П. Рязанцев. — 2-е изд., перераб. и доп. — Москва : ИздАТ, 2010. — 494, [1] с., [2] л. цв. портр. : ил., табл.; 22 см; ISBN 978-5-86656-243-5

## Награды и звания
Премии:
- Ленинская премия
- Государственная премия СССР (1968 год) — за создание нового типа реактора (МР) для испытаний тепловыделяющих элементов и материалов.
- Государственная премия СССР
- Премия Совета Министров СССР (1991) — за создание научных основ и внедрение отжига корпусов реакторов ВВЭР-440 для повышения безопасности атомных электростанций[1].
- Премия Правительства РФ (1999) — за участие в разработке и создании исследовательских и испытательных реакторов.

Награды:
- Орден «Знак Почёта»;
- Орден Дружбы народов;
- Орден Мужества (26.05.1997).